# 前472年
| 千纪： | 前1千纪 |
| 世纪： | 前6世纪 \| 前5世纪 \| 前4世纪 |
| 年代： | 前500年代 \| 前490年代 \| 前480年代 \| 前470年代 \| 前460年代 \| 前450年代 \| 前440年代                                                                                                   |
| 年份： | 前477年 \| 前476年 \| 前475年 \| 前474年 \| 前473年 \| 前472年 \| 前471年 \| 前470年 \| 前469年 \| 前468年 \| 前467年                                                                     |
| 纪年： | 周元王四年 魯哀公二十三年 齐平公九年 晉出公三年 赵襄子四年 秦厉共公五年 楚惠王十七年 宋景公四十五年 卫出公后五年 蔡成侯十九年 郑声公二十九年 燕孝公二十一年 越王勾践二十五年 杞湣公十五年 |

## 大事記
- 越王勾踐滅吳後，開始分封子弟為公侯，東甌公被封在東甌越地。
- 埃斯库罗斯创作的戏剧《波斯人》首演。

## 逝世
- 文種，楚國郢（今湖北省江陵北）人，越王勾踐的謀臣。